# Porte du Diable (Crimée)

La Porte du Diable (en tatar de Crimée : şeytan qapu) ou la Porte Dorée (Altın Qapı ) est une falaise en forme d'arche naturelle près de la montagne Kara Dag en Crimée. La falaise était censée avoir marqué une passerelle vers l'enfer. Elle est populaire auprès des touristes et des chasseurs de cornaline. On pense qu'Alexandre Pouchkine a été le premier à représenter la falaise, en marge de son roman couplet Eugène Onéguine . 

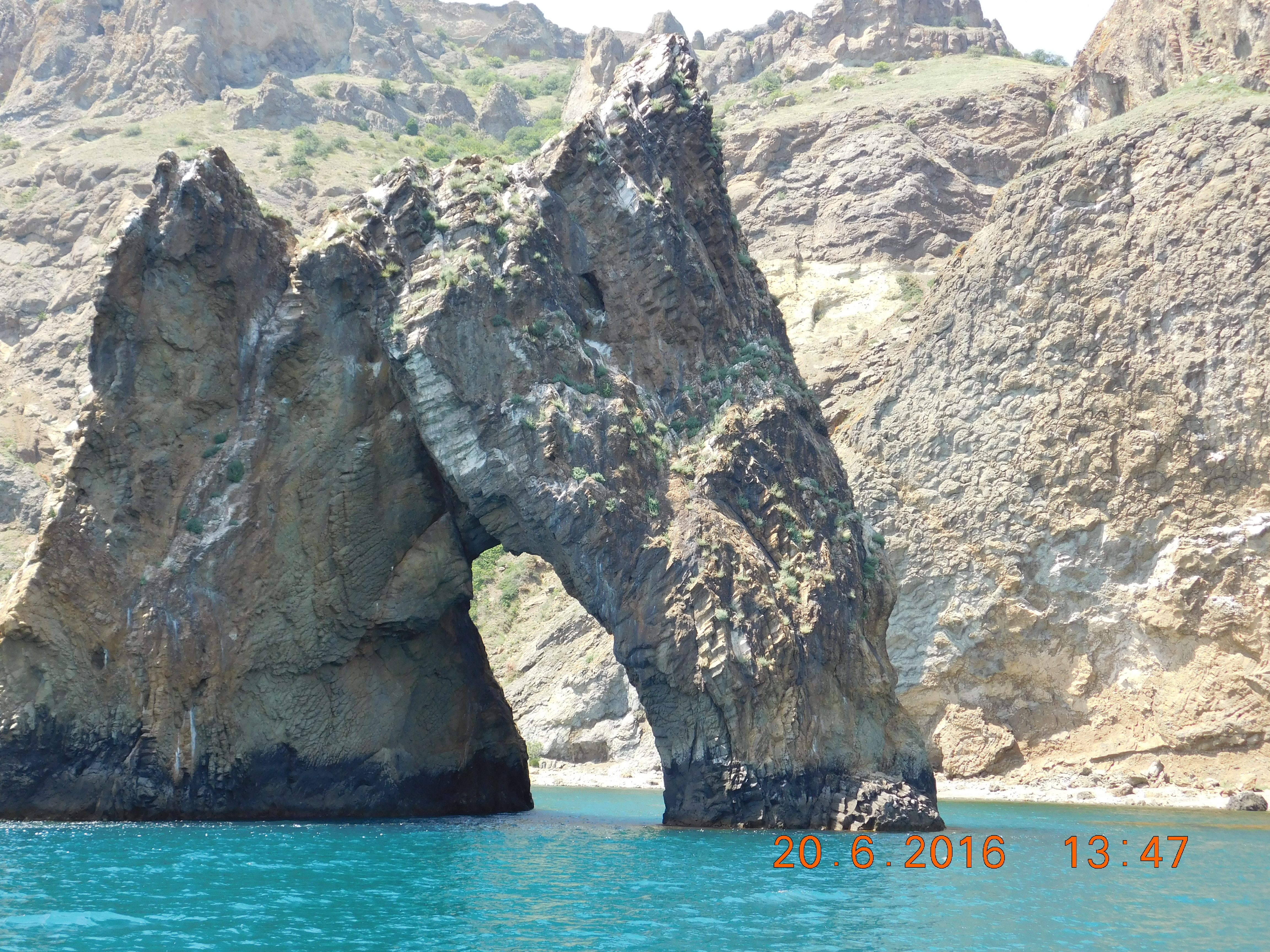
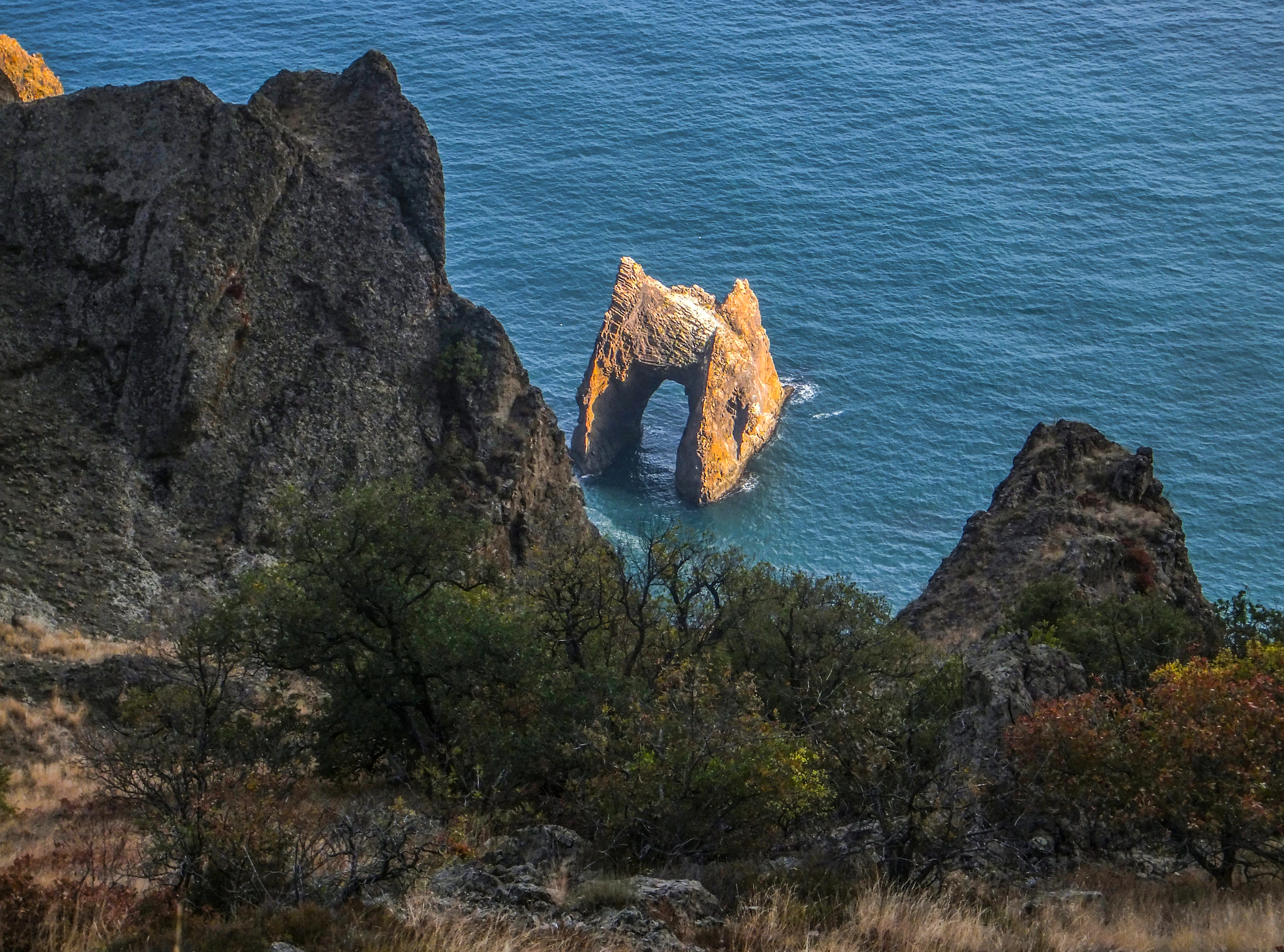
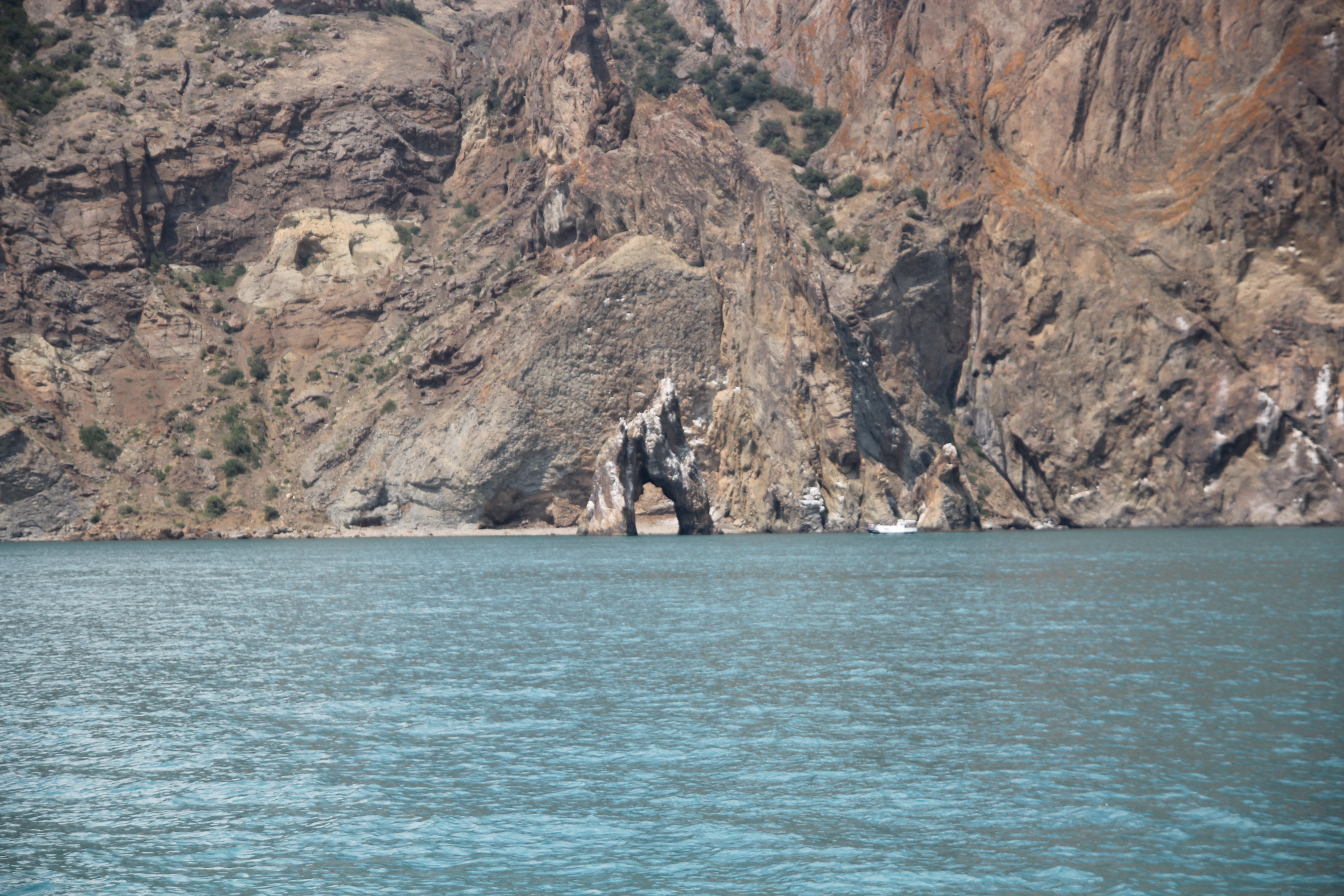